# 노평구
노평구(盧平久, 1912년 1월 16일- 2003년 9월 8일)는 대한민국의 무교회주의 기독교 사상가, 종교인, 출판인, 독립유공자다. 함경북도 경성에서 출생하였으며 부친은 한의사였다. 배재고보 3학년 때 만세운동을 주도한 혐의로 옥고를 치르고 퇴학당하였다. 이 사건으로 1995년 대한민국 건국훈장을 받았다. 그 후 빈민 아동 교육에 헌신하다가 김교신을 만나 기독교 신앙을 배웠고, 김교신의 소개로 일본으로 건너가 무교회주의 기독교 사상을 공부하였다. 해방 후 귀국한 노평구는, 김교신의 "성서조선" 잡지를 본받아, "성서연구" 잡지를 창간하여 50여 년 동안 500호를 발간하였다. 일생동안 주일마다 종로 YMCA 회관에서 성서연구 집회를 주최하였다. 김교신에 이어 한국 무교회주의 운동 2세대의 중심 인물이었던 노평구는 항상 직설적이고 통렬한 어조로 한국 사회와 정치의 도덕적 타락을 꾸짖었다. 2003년 9월 15일 국립대전현충원 애국지사 제2묘역에 묻혔다.